# Фосфонієві сполуки
Фосфо́нієві сполу́ки (англ. phosphonium compounds, рос. фосфониевые соединения) — онієві сполуки фосфору (солі або гідроксиди), [R4P]+X–, що мають тетракоординований фосфонієвий іон та асоційований аніон. Тетраедричне розташування замісників підтверджується існуванням оптичних ізомерів.
За числом органічних замісників розрізняють первинні, вторинні, третинні та четвертинні фосфонієві солі, з них перші дві групи солей нестійкі у водних розчинах. При нагріванні розщеплюються до фосфінів.